# Françoise Cachin
Françoise Cachin (8 de mayo de 1936, París - 4 de febrero de 2011, ídem) fue una historiadora y curadora de arte francesa. Fue directora fundadora del Museo de Orsay.

## Biografía
Françoise Cachin fue hija del pediatra Charles Cachin y su esposa Ginette (de soltera Signac).  Su abuelo paterno fue el político comunista Marcel Cachin y los maternos los pintores puntillistas Paul Signac y Jeanne Selmersheim-Desgrange . 
Cachin estudió historia del arte con André Chastel en la Universidad de París .  Después de formarse en el Louvre y en la Galería Nacional del Juego de Palma, trabajó como curadora en el Museo Nacional de Arte Moderno entre 1969 y 1978, convirtiéndose finalmente en curadora jefe.  En este cargo organizó numerosas exposiciones, incluida una importante retrospectiva de Paul Klee, y supervisó el traslado del museo del Palacio de Tokio al nuevo Centro Georges Pompidou. 
En 1978 Cachin se unió al equipo de planificación del nuevo Museo de Orsay , mientras continuaba organizando exposiciones, incluida una retrospectiva de Manet en 1983.  Cuando se inauguró el Museo de Orsay en 1986, fue nombrada directora. Allí organizó retrospectivas de Paul Gauguin (1989) y Georges Seurat (1991). 
En 1994, Cachin dejó la dirección del Museo de Orsay y asumió el cargo de Directora de Museos Franceses. En este rol fue responsable de más de 1.000 museos en toda Francia.  Durante este período, compiló un catálogo razonado de las obras de su abuelo Paul Signac, que se publicó en 2000. 
Tras su retiro del cargo de directora en el año 2001, ayudó a fundar la Bolsa de Museos Regionales y Americanos de Francia (FRAME),  y lideró la oposición al plan del Louvre de construir el Louvre Abu Dhabi .  En 2009 fue nombrada Gran Oficial de la Orden Nacional del Mérite . 
Falleció el 4 de febrero de 2011 de amiloidosis, a los 74 años.  Se encontraba trabajando en la edición de los diarios de Paul Signac. 

## Trabajos seleccionados
- Cachin, Françoise; Moffett, Charles S.; Wilson-Bareau, Juliet (1983). Manet, 1832 – 1883: Galeries Nationales du Grand Palais, Paris April 22 – August 8, 1983; The Metropolitan Museum of Art, New York September 10 – November 27, 1983. New York: The Metropolitan Museum of Art. ISBN 978-0870993497.
- Gauguin : « Ce malgré moi de sauvage », collection « Découvertes Gallimard » (nº 49), série Arts. Éditions Gallimard, 1989, new edition in 2017[5]
  - UK edition – Gauguin: The Quest for Paradise, 'New Horizons' series. Thames & Hudson, 1992
  - US edition – Gauguin: The Quest for Paradise, "Abrams Discoveries" series. Harry N. Abrams, 1992
- Seurat : Le rêve de l'art-science, collection « Découvertes Gallimard » (nº 108), série Arts. Éditions Gallimard, 1991
- Manet : « J'ai fait ce que j'ai vu », collection « Découvertes Gallimard » (nº 203), série Arts. Éditions Gallimard, 1994, new edition in 2011[6]
  - UK edition – Manet: Painter of Modern Life, 'New Horizons' series. Thames & Hudson, 1995
  - US edition – Manet: The Influence of the Modern, "Abrams Discoveries" series. Harry N. Abrams, 1995